# Kirchleerau
Kirchleerau (schweizertyska: Chilchlerb) är en ort och kommun i distriktet Zofingen i kantonen Aargau, Schweiz. Kommunen har 935 invånare (2023).